# Sprague (Connecticut)
Sprague – miasto w Stanach Zjednoczonych, w stanie Connecticut, w hrabstwie New London.